# Compêndio

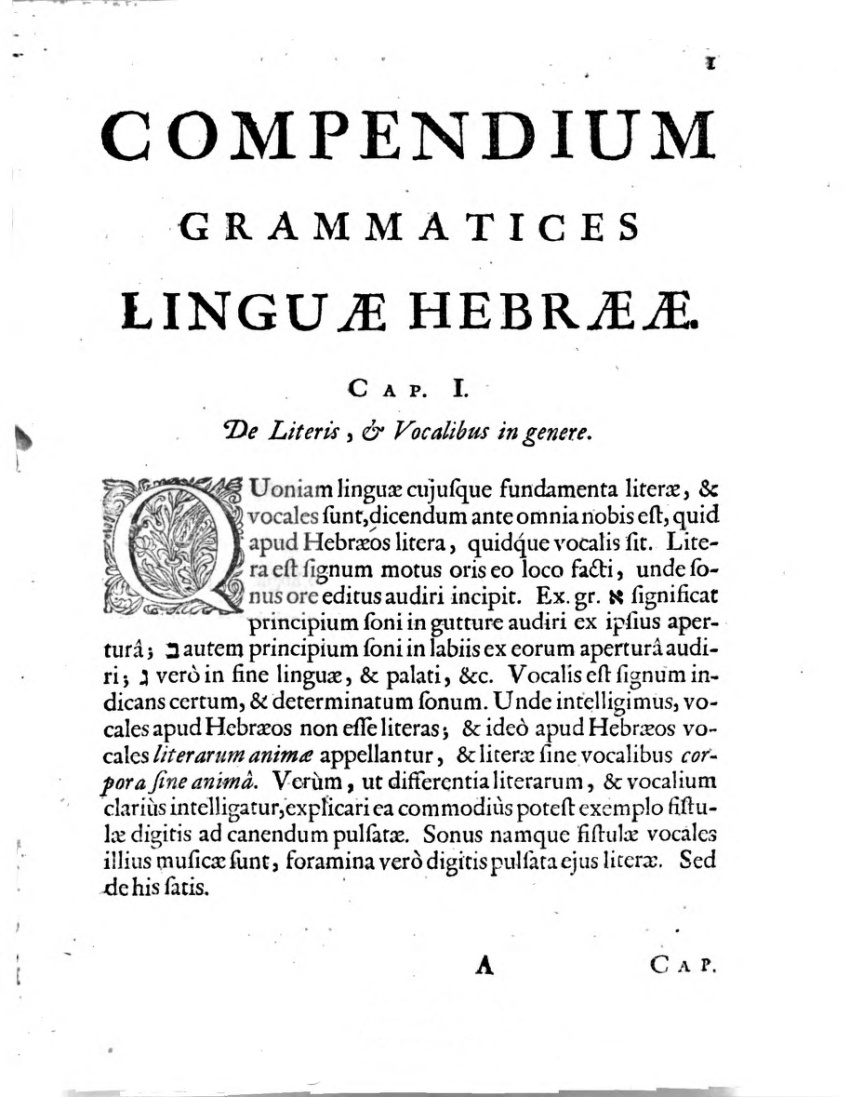
Primeira página do Compêndio de gramática da língua Hebraica, por Benedictus Spinoza, em 1677.

Compêndio é uma coleção concisa e compacta de informação relativa a uma dada área do saber em forma de livro. Por exemplo, um compêndio de física englobaria os conhecimentos considerados mais importantes desta ciência, ao passo que uma enciclopédia compendiaria o conhecimento humano.

## Significado, etimologia e definições
O prefixo latino 'con-' é utilizado em palavras compostas para sugerir 'um ser, ou reunião, de muitos objetos' e também sugere buscar a completude com perfeição. Já 'compenso', do verbo latino compensare, quer dizer, entre outras coisas, compensar, equilibrar, ou garantir.
A etimologia da palavra vem do latim medieval, (com+pendere), e significa literalmente pesar junto.

## Exemplos
O Compendium do Catecismo da Igreja Católica, um livro de 598 perguntas e respostas que resume os ensinamentos do catolicismo (fé católica).
A Bíblia é outro exemplo de compêndio — um grupo de obras relacionadas ao cristianismo. 
O bestiário, um exemplo de compêndio popular na Idade Média, que catalogava animais e fatos sobre história da natureza e particularmente popular na Inglaterra e França no século XII.